# Arnie Robinson
Clarence Earl "Arnie" Robinson, Jr. (San Diego, 7 de abril de 1948 – San Diego, 1 de dezembro de 2020) foi um atleta e campeão olímpico norte-americano, especializado no salto em distância.
Robinson venceu o Campeonato Norte-Americano de Atletismo em 1971 e participou de sua primeira competição internacional no mesmo ano, os Jogos Panamericanos de Cali, na Colômbia, onde conquistou a medalha de ouro com um salto de 8,02 m. Em Munique 1972, ficou em terceiro lugar, com 8,03 m.
A partir de 1975 ele venceu quatro campeonatos de atletismo americanos consecutivos em sua modalidade e foi na qualidade de campeão norte-americano que disputou os Jogos Pan-Americanos de 1975, na Cidade do México, para defender seu título no salto em distância, mas foi derrotado pelo brasileiro João Carlos de Oliveira, o "João do Pulo", que nos mesmos Jogos também quebrou o recorde mundial do salto triplo.
Seu grande momento na carreira foi em Montreal 1976, quando conquistou o ouro olímpico com sua melhor marca pessoal, 8,35 metros. Em 1977, voltou a vencer e conquistou a medalha de ouro na primeira Copa do Mundo de Atletismo, realizada em Dusseldorf, Alemanha.
Morreu em 1 de dezembro de 2020, aos 72 anos, devido a um tumor cerebral.